# Maria Nallino
Maria Nallino (Palermo, 23 gennaio 1908 – Roma, 8 ottobre 1974) è stata un'arabista italiana.

## Biografia
Figlia del grande arabista italiano Carlo Alfonso Nallino, rimase presto orfana di madre, venendo quindi allevata dal padre (da lei venerato) e dalla zia paterna, Anna Maria Nallino.
Il padre fu per lei il primo maestro nell'apprendimento della lingua araba, anche se a guidarla fu, all'Università di Roma, il prof. Giorgio Levi Della Vida, cui ella rimase assai affezionata e grata per tutta la vita. 
La sua tesi di laurea, di notevole profondità, riguardò il poeta arabo al-Nābigha al-Jaʿdī, poi diventato Compagno del profeta dell'Islam Maometto.
Fu dal suo elaborato che Maria Nallino estrapolò il contenuto dei due suoi articoli di maggior pregio, che le consentirono di affermarsi autonomamente nel mondo dell'arabistica nazionale e internazionale: "an-Nābigha al-Ǧaʿdī e le sue poesie" (1934) e "Le poesie di an-Nābigha al-Ǧaʿdī" (1953).
Operò dapprima a Roma, nell'Istituto di Studi Orientali della Facoltà di Lettere, e poi nell'Università di Venezia, Ca' Foscari, dove divenne più tardi professore ordinario di Lingua e Letteratura Araba. 

Numerosi i suoi lavori scientifici, tra cui si ricorderà la cura trasfusa nelle prime 240 pagine (15 sedicesimi), del Vocabolario arabo-italiano, completato dall'arabista e più tardi Accademico dei Lincei, Renato Traini, per conto dell'Istituto per l'Oriente, di cui la Nallino fu prestigioso Direttore Scientifico fino alla morte. 
Maria Nallino è stata ricordata dallo stesso Istituto nel 1986 con gli "Studi in memoria di Maria Nallino nel 10º anniversario della morte", usciti su Oriente Moderno.
Il suo patrimonio librario è stato da lei donato all'Istituto fondato dal padre, andando a costituire parte del "Fondo librario Carlo Alfonso e Maria Nallino".

## Opere scelte
- "an-Nābighah al-Ǧaʿdī e le sue poesie. I. Notizie biografiche", in: Rivista degli Studi Orientali, XIV (1934), pp. 135-90 e 380-423.
- "Le poesie di an-Nābighah al-Ǧaʿdī: raccolta critica dei testi, traduzione e note", Roma, Giovanni Bardi, 1953.